# Valkeajärvi naturreservat
Valkeajärvi naturreservat är ett naturreservat i Pajala kommun i Norrbottens län.
Området är naturskyddat sedan 2023 och är 6,4 kvadratkilometer stort. Reservatet ligger norr om Pajala och består av sandtallskog och myrmarker.